# Георги Златарски
Георги Николов Златарски е основател на българската геоложка наука, действителен член на Българското книжовно дружество, член на чуждестранни академии на науките, професор в Софийския университет и един от ранните масони в България.

## Биография
Георги Златарски е роден на 25 януари 1854 г. стар стил в Търново. Той е втори от четиримата синове и една дъщеря на Никола Златарски (1823 – 1875) и Анастасия Златарска. Братята му са видни строители на следосвобожденска България – Александър Златарски е сред основателите на Сметната палата, проф. Васил Златарски е един от най-големите български медиевисти, а Стефан Златарски е офицер.
Завършва гимназия в родния си град Търново и учи след това в Имперския лицей в Цариград и в Загреб. От 1876 г. до 1880 г. следва естествени науки в Загребския университет.
През 1882 година в Пловдив се провежда Първото изложение на полезни изкопаеми и минерали в България. Павилионът и цялостната организация са изцяло дело на Георги Златарски – тогава държавен геолог и минералог.
През 1882 г. публикува „Рудите в България“ – първия български научен труд по геология.
През 1885 година е доброволец в Сръбско-българската война.
През 1888  и 1889 година Георги Златарски провежда продължителна командировка в Англия, Белгия, Франция и Австрия, като участва и в Четвъртия международен геоложки конгрес в Лондон.
От юни 1880 г. е минеролог-геолог при Министерството на финансите, от 1890 г. е началник на отделението за мините и геологическата снимка при същото министерство, а от 1893 г. директор в геологическия отдел на Министерството на търговия и земеделието. На тази длъжност посещава и работи научно в Австрия и Англия, сътрудничи и дружи с учените Франц Тоула и Константин Иречек.
През 1897 г. Георги Златарски участва и е избран за вицепрезидент на Седмия международен геоложки конгрес, проведен в Санкт Петербург.
През август 1900 г. Георги Златарски участва и отново е избран за вицепрезидент на Осмия международен геоложки конгрес в Париж.
През 1903 г. Георги Златарски участва заедно с Лазар Ванков, Анастас Иширков и Петко Теодоров (Георги Бончев е член на Конгреса, но не присъства) на Деветия международен геоложки конгрес във Виена. Отново е избран за вицепрезидент.
Като преподавател в Софийския университет той е Декан на Физико-математическия факултет през учебната 1903 – 1904 г. Ректор е на университета през 1897 – 1898 и 1901 – 1902 г. Чете следните университетски курсове: Обща геология; Историческа геология; Геология на България; Палеонтология на безгръбначните животни; Физиографска и динамична геология; Геотектоника и стратиграфска геология; Палеозоология; Въведение в изучаването на геологията и динамичната геология.
- Георги Златарски (трети от дясно наляво) – академичен състав на Висшето училище (1905)
- Семейният гроб на Георги Златарски на Софийските централни гробища (42°42′47.7″ с. ш. 23°20′02″ и. д. / 42.71325° с. ш. 23.333889° и. д.)
- Геоложката карта на България от 1910 г., публикувана от Георги Златарски и изложена в Музея по палеонтология и исторична геология на Софийския университет „Свети Климент Охридски“
- Ахат от кол. на Георги Златарски – Национален природонаучен музей
- Азурит от Лаврио, Гърция, кол. Георги Златарски, Национален природонаучен музей
- Пирит от Родопите, кол. на Георги Златарски, Национален природонаучен музей
- Гранат, кол. на Георги Златарски – Национален природонаучен музей

## Памет
На Георги Златарски е наречена улица в квартал „Витоша“ в София (Карта).

## Избрана библиография[14]
- Желязната руда в Самоковско - Рапортъ Отъ ПРАВИТЕЛСТВЕННИЙ ГЕОЛОГЪ И МИНЕРАЛОГЪ Г. ЗЛАТАРСКИЙ до Г. МИНИСТРА НА ФИНАНСИТЕ //  Държавенъ вестникъ 2 (74).   24 септемврий 1880 г. с. 1-2. Посетен на 23 април 2025.

- Черти от метеорологията //  Периодическо списание на Българското книжовно дружество 2 (1).   1882. с. 55-72.

- Рудите в България (Материяли по геологията и минералогията на България) //  Периодическо списание на Българското книжовно дружество, 2 (2), 1 – 27,  2 (3), 84 – 132.   1882. и via Internet Archive

- Геологически профил от София през Саранци (Ташкесен), Орхание и Етрополе до върха на Златишкия Балкан //  Периодическо списание на Българското книжовно дружество 2 (4).   1883. с. 1-33.

- Бележка върху камънните въглища в Северна България //  Периодическо списание на Българското книжовно дружество 2 (5).   1883. с. 105-108.

- Материяли по геологията и минералогията на България: Геологически профил от Видин през Бойница, Връшка чука, Мокреш, Белоградчик до Горни Лом и от Долни Лом през Превала, Чипровци, Еловица до Берковица //  Периодическо списание на Българското книжовно дружество 2 (6).   1883. с. 61-87.

- Материяли по геологията и минералогията на България: Геологически профил от Орхание през Абланица, около Драгоица, Панега, Голяма Бресница, Дерманци до Плевен //  Периодическо списание на Българското книжовно дружество 3 (7).   1884. с. 74-96.

- Материяли по геологията и минералогията на България: Петрографски изследвания върху еруптивните и метаморфни скали на България //  Периодическо списание на Българското книжовно дружество 3 (9).   1884. с. 53-82.

- Материяли по геологията и минералогията на България: Геологически и палеонтологически бележки между Плевен и Троянския Балкан //  Периодическо списание на Българското книжовно дружество 3 (10).   1884. с. 52-78.

- Материяли по геологията и минералогията на България: Геологически екскурзии в юго-западна България //  Периодическо списание на Българското книжовно дружество 4 (16).   1885. с. 1-27.

- Материяли по геологията и минералогията на България: Геологически екскурзии в юго-западна България //  Периодическо списание на Българското книжовно дружество 4 (17).   1885. с. 183-202.

- Материяли по геологията и минералогията на България: Геологически екскурзии в юго-западна България //  Периодическо списание на Българското книжовно дружество 4 (18).   1885. с. 332-359.

- Geologische Untersuchungen im centralen Balkan und in den angrenzenden Gebieten. Beiträge zur Geologie des nördlichen Balkanvorlandes zwischen den Flüssen Isker und Jantra //  Sitzungsberichte der Kaiserlichen Akademie der Wissenschaften. Mathematisch-Naturwissenschaftliche Classe. Т. 93.   Wien, 1886. с. 249 – 341. Посетен на 16 май 2018.

- Материяли по геологията и минералогията на България: Геологически изследвания на север от Балкана между реките Искър и Янтра //  Периодическо списание на Българското книжовно дружество 4 (19-20).   1888. с. 16-62.

- Материяли по геологията и минералогията на България: Геологически изследвания на север от Балкана между реките Искър и Янтра //  Периодическо списание на Българското книжовно дружество 4 (21-22).   1888. с. 450-479.

- Материяли по геологията и минералогията на България: Геологически изследвания на север от Балкана между реките Искър и Янтра //  Периодическо списание на Българското книжовно дружество 4 (23-24).   1888. с. 726-756.

- Franz Toula. – Geologische Untersuchungen im centralen Balkan. – Besonders abgedrukt aus dem LV Bande der Denkschriften der mathematisch-naturwissenschaftlichen Classe der kaiserlichen Akademie der Wissen-schaften. Wien 1889, in-4 0, pp. 1 – 108. Analyse de ce memoire par G. N. Zlatarski SUIVIE D'UN EXPOSÉ GÉNÉRAL sur la Géologie de la Bulgarie centrale //  Bulletin de la Société belge de géologie, de paléontologie et d'hydrologie. Т. 3.   Bruxelles, 1889. с. 422 – 429. Посетен на 23 май 2018.

- Ein geologischer Bericht ṻber die Sredna-gora zwischen den Flṻssen Topolnitza und Strema //  Denkschriften der Kaiserlichen Akademie der Wissenschaften, Mathematisch-Naturwissenschaftliche Classe.   Wien, 1890. с. 559 – 568. Посетен на 19 май 2018.

- Геологическо-петрографическо описание на Средна гора между реките Стряма и Тополница и съседните ней страни (с една геологическа-колорирана карта в масщабъ 1:210,000) //  Периодическо списание на Българското книжовно дружество 4 (40).   1893. с. 501-548.

- Геологическо-петрографическо описание на Средна гора между реките Стряма и Тополница и съседните ней страни (с една геологическа-колорирана карта в масщабъ 1:210,000) //  Периодическо списание на Българското книжовно дружество 8 (41-42).   1893. с. 805-856.

- Jурска формациja у Бугарскоj (зап. Срп. геол. друштва зб. 46) //  Наставник - лист професорскога друштва (Београд) 7.   1896. с. 397. Посетен на 2 май 2025.

- Sur l'age des couches urgonien de Bulgarie (en collaboration avec M. V. Paquier) //  Bull. Soc. géol. France. Т. 4.   Paris, 1901. с. 286 – 287. Посетен на 16 май 2018.

- Черти из палеографията на България - Академическа реч, четена пред събранието от преподаватели и студенти на Висшето училище на 8 ноември 1897 г. от избрания за 1897/98 учебна година ректор на Висшето училище Георги Н. Златарски //  Училищен преглед 3 (6).   1898. с. 628 – 640.

- Бележки върху живота, пътуванията и трудовете на Ами Буе, академическа реч, четена пред преподаватели и студенти на Висшето училище на 8 ноември 1901 година от избрания за 1901/1902 учебна година ректор на Висшето училище //  Периодическо списание на Българското книжовно дружество въ София 13 (62).   1902. с. 809 – 848.

- Сенонските образувания в Централна и Западна България на север от Балканската верига //  Периодическо списание на Българското книжовно дружество 17 (66).   1905. с. 113-125.

- Горнокредна серия в Централна и Западна България на север от Балканската верига //  Годишник на Софийския университет, ФМФ (1).   1905. с. 84-102. Посетен на 21 април 2025.

- Сенонският кат в Източна България северно от Балкана и подразделението му долен (Emscherien) и горен (Aturien) подкат //  Годишник на Софийския университет, ФМФ (2).   1907. с. 31-52. Посетен на 24 април 2025.

- Еокретацейската или долнокредната серия в България //  Периодическо списание на Българското книжовно дружество 19 (68).   1907. с. 35 – 115.

- Юрската система в България //  Годишник на Софийския университет, ФМФ (3 и 4).   1908. с. 148-222.

- Миоценската серия в България //  Периодическо списание на Българското книжовно дружество 19 (68).   1907. с. 677 – 748.

- Триасовата система в България //  Периодическо списание на Българското книжовно дружество 21 (70).   1909. с. 1-42.

- Горнокредната или неокретацейска серия в България //  Годишник на Софийския университет. Физико-математически факултет. Книга 2; Annuaire de l'Universite de Sofia. Faculte Physico-mathematique. Livre 2 5 (2).   1910. с. 1-79. Посетен на 24 април 2025.

- Геологическа карта на България в 20 листа 28 х 40 см в мащаб 1:300 000 (в сътрудничество с Георги Бончев), София: 1905 – 1910.

- Геологията на България (под редакцията на Петър Бакалов).   София, Университетска библиотека № 65, 1927. с. via Internet Archive.